# Hugopriset
Hugopriset (engelska: Hugo Award) eller  Science Fiction Achievement Award, är ett pris inom science fiction-litteraturen, utdelat första gången 1953. Namnet kommer från Hugo Gernsback, grundaren av science fiction-novelltidningen Amazing Stories. Sedan 1955 delas priset ut av World Science Fiction Society vid dess årliga kongress, Worldcon, till den, enligt kongressens röstande medlemmar, bästa fantasy- eller science fiction-boken, som gavs ut under föregående år.

## Historik
Det första Hugoprisen delades ut 1953 i Philadelphia på 11 Worldcon. Utmärkelserna delades då ut i sju kategorier.  

## Priskategorier
Kategorierna har varierat något under åren. Följande kategorier har hängt med länge:
- Hugopriset för bästa roman (novel)
- Hugopriset för bästa kortroman (novella)
- Hugopriset för bästa långnovell (novelette)
- Hugopriset för bästa novell (short story)
- Hugopriset för bästa relaterade verk (related work)
- Hugopriset för bästa grafiska berättelse (graphic story)
- Hugopriset för bästa dramatiska presentation (dramatic presentation)
  - Hugopriset för bästa dramatiska presentation i kort form (Short Form)
  - Hugopriset för bästa dramatiska presentation i lång form  (Long Form)
- Hugopriset för bästa semiprozine
- Hugopriset för bästa fanzine
- Hugopriset för bästa professionella redaktör (Professional editor)
- Hugopriset för bästa professionella konstnär
- Hugopriset för bästa fankonstnär (fan artist)
- Hugopriset för bästa fanskribent (fan writer)
- Hugopriset för bästa fancast